# Dominique Lefèvre-Desforges
Pour les articles homonymes, voir Dominique Lefèvre (homonymie) et Lefèvre.
 Dominique Lefèvre-Desforges est un peintre français né à Ottange en 1737 et mort à Rome en 1769.

## Biographie
Protégé de M. Vien, élève à l'Académie royale le (1er octobre 1758), il obtient une première médaille de quartier de l’Académie, en avril 1759, et remporte le Prix de peinture de l'Académie royale, dit Prix de Rome, en 1761.
En 1764, il reçoit, moyennant 600 livres, une commande des fabriciens de Saint Martin de Lamballe pour lesquels il exécute et expédie de Paris une Nativité et une Assomption, destinées respectivement à l’autel de Bonne-Nouvelle et à celui des agonisants.
La même année, et avant son départ pour Rome, il aurait aidé son maître Vien dans la restauration des peintures de François Perrier, à la voûte de la grande galerie de l’hôtel de Toulouse. Il arrive le 11 novembre 1764 au palais Mancini, siège de l'Académie de France à Rome. Il y est pensionnaire jusqu’en  avril 1769, où il meurt de phtisie.

## Travaux
Il copie dans les palais romains les œuvres de Guido Reni (La Vierge adorant l’enfant Jésus endormi), de Titien et de L'Albane. Il peint pour son camarade Darnaudin un tableau d’après le relevé de la bibliothèque dominicaine de la Minerve, à Rome, établit par ce dernier (musée d'Évreux).
En 1766, c’est de Rome qu’il envoie, aux fabriciens de Saint Martin de Lamballe, un Martyre de saint Généfort et une Adoration du Sacré Cœur, pour la somme de 512 livres. En 1768, il accompagne Johann Christian von Mannlich à Naples.
À Rome, il rencontre le peintre irlandais James Barry avec lequel il se lie d’amitié et qui le représentera à ses côtés dans son Autoportrait avec le sculpteur James Paine (Londres, National Gallery).

## Liste de ses œuvres
- Homme couché les jambes levées (Titre forgé), avril 1759.

Dessin à la pierre noire, largement estompée, hachurée, rehaussée de craie sur papier gris-beige, H. 52,7 ; L. 42,2 cm. Prix de Quartier à l'Académie royale de peinture et de sculpture en 1759. Paris, École nationale supérieure des beaux-arts (Numéro d'inventaire : EBA 3008).
- Judith coupe la tête à Holopherne, 1761. Huile sur toile, H. 107 ; L. 137,2 cm.

Prix de peinture de l'Académie royale de 1761. Paris, École nationale supérieure des beaux-arts (Numéro d'inventaire : PRP 9).
- Bénédiction de Jacob, 1763, dans une collection privée en 1973.
- Nativité, 1764, pour l’église Saint-Martin de Lamballe (Côtes d’Armor – 22). Disparue après 1939[1].
- Assomption, 1764, pour l’église Saint-Martin de Lamballe (Côtes d’Armor – 22). Disparue après 1939[1].
- Le martyre de saint Genéfort, 1766, Huile sur toile, H. 155 ; L. 122,5 cm, exécutée pendant son séjour à l'Académie de France à Rome. Église Saint-Martin de Lamballe (Côtes d’Armor – 22). Classé au titre objet des Monuments Historiques le 13 mars 1992.
- Adoration du Sacré Cœur, 1766. Huile sur toile, H. 160 ; L. 98,5 cm. Église Saint-Martin de Lamballe (Côtes d’Armor – 22). Classé au titre objet des Monuments Historiques le 24 novembre 1992.
- Le prisonnier, 1766, donnée en 1922 au musée de Strasbourg (Numéro d'inventaire : Inv. 959 – catalogue de 1938).
- Enlèvement de Déjanire par le centaure Nessus, 1768, pour le maréchal Radamouski.